# NGC 4836
NGC 4836 is een spiraalvormig sterrenstelsel in het sterrenbeeld Maagd. Het hemelobject werd op 19 april 1882 ontdekt door de Duitse astronoom Ernst Wilhelm Leberecht Tempel.

## Synoniemen
- MCG -2-33-72
- NPM1G -12.0435
- IRAS 12549-1228
- PGC 44328